# Laterotrema vexans
Espèce
Synonymes
- Distomum vexans Braun, 1901[2]

Laterotrema vexans est une espèce de trématodes de la famille des Stomylotrematidae.

## Systématique
L'espèce Laterotrema vexans a été initialement décrite en 1901 par Max Braun (d) sous le protonyme de Distomum vexans.